# Кутраль-Ко
Кутраль-Ко (исп. Cutral Có) — город и муниципалитет в департаменте Конфлуэнсия провинции Неукен (Аргентина).

## История
Когда в 1920-х годах в местной пустыне началась добыча нефти, то здесь, у единственного источника пресной воды, стали селиться рабочие и члены их семей. Врач одной из нефтяных компаний, увидев, в каких нищенских условиях вынуждены обитать люди, составил обращение к властям с просьбой об организации населённого пункта. В 1933 году был основан посёлок Пуэбло-Нуэво, который в 1935 году получил название Кутраль-Ко. В 1952 году он был переименован в Эва-Перон, но в 1955 году ему было возвращено название Кутраль-Ко.